# Курган (Азовский район)
Курган — хутор в Азовском районе Ростовской области.
Входит в состав Елизаветинского сельского поселения.

## География
Расположен в 7 км севернее районного центра — города Азов, на правом берегу реки Дон, в окрестностях Ростова-на-Дону.

### Улицы
- пер. Кручиный,
- ул. Береговая,
- ул. Донская,
- ул. Васильковая,
- ул. Клеверная,
- ул. Лавандовая.

## Население
| 1989 | 2002 | 2010 |
| ---- | ---- | ---- |
| 216  | ↗234 | ↗248 |

## Достопримечательности
- Церковь Успения Пресвятой Богородицы
- В хуторе установлен мемориал в память судокоманд рыболовецкого колхоза им. Ленина.

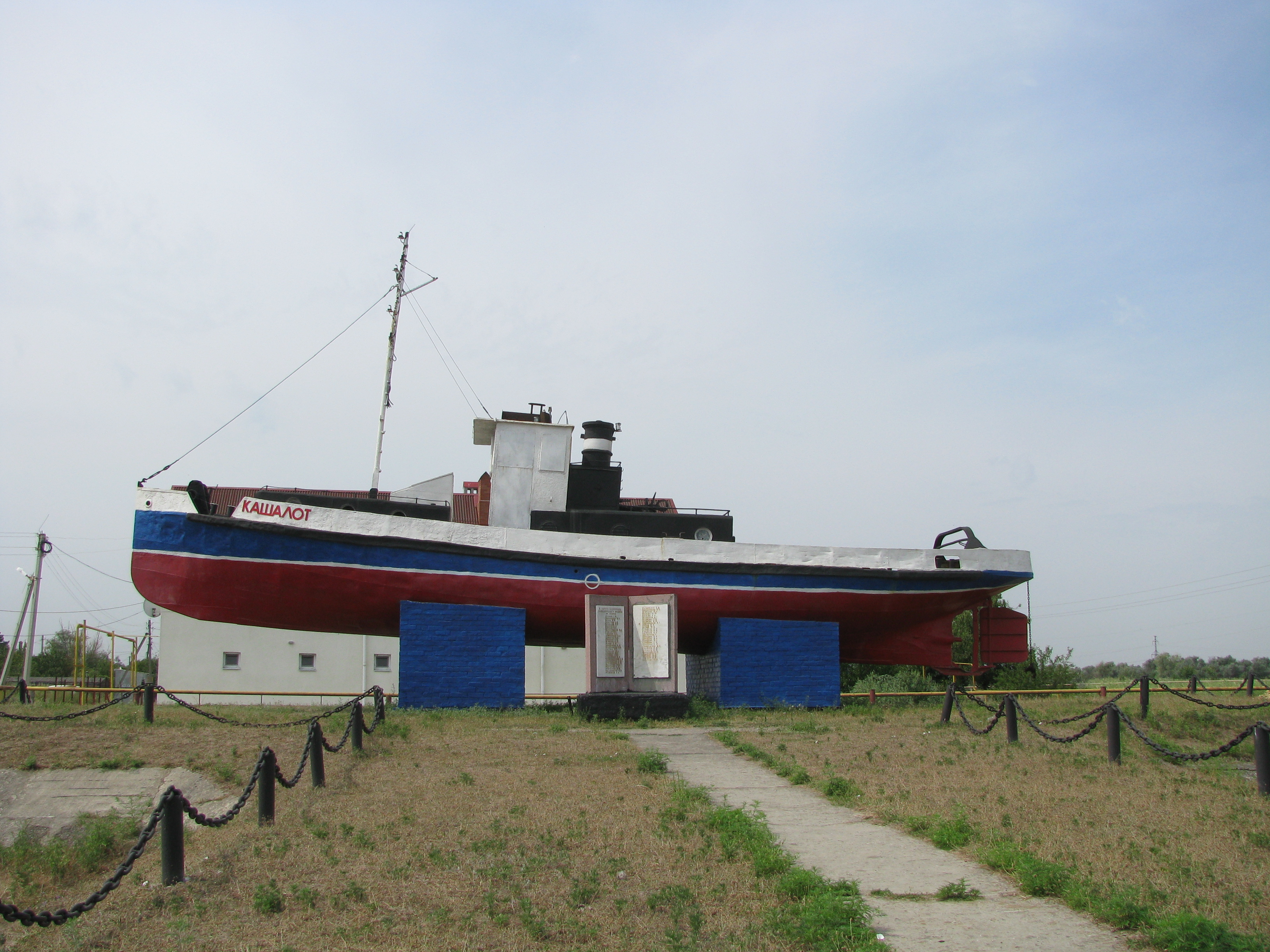
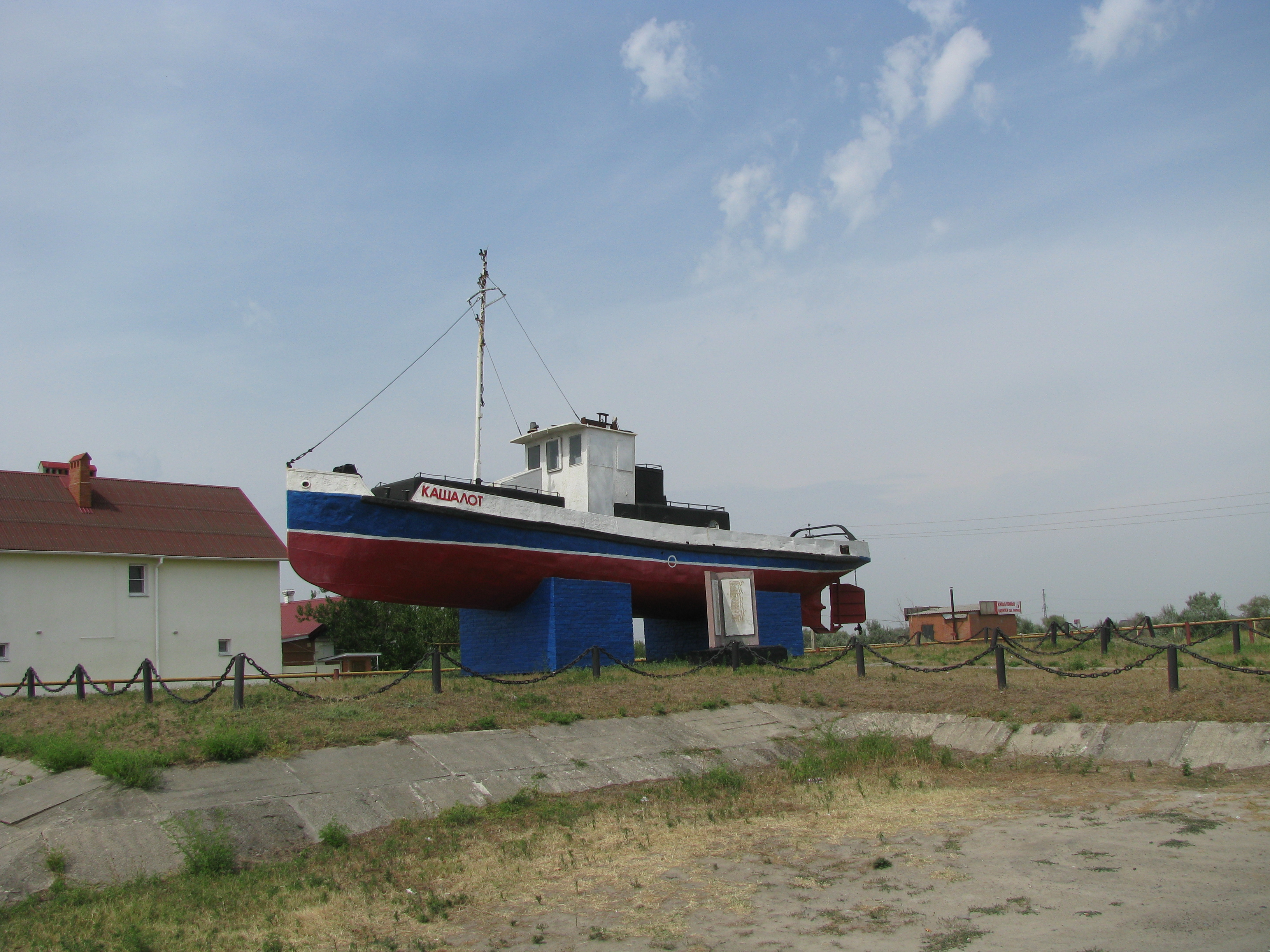
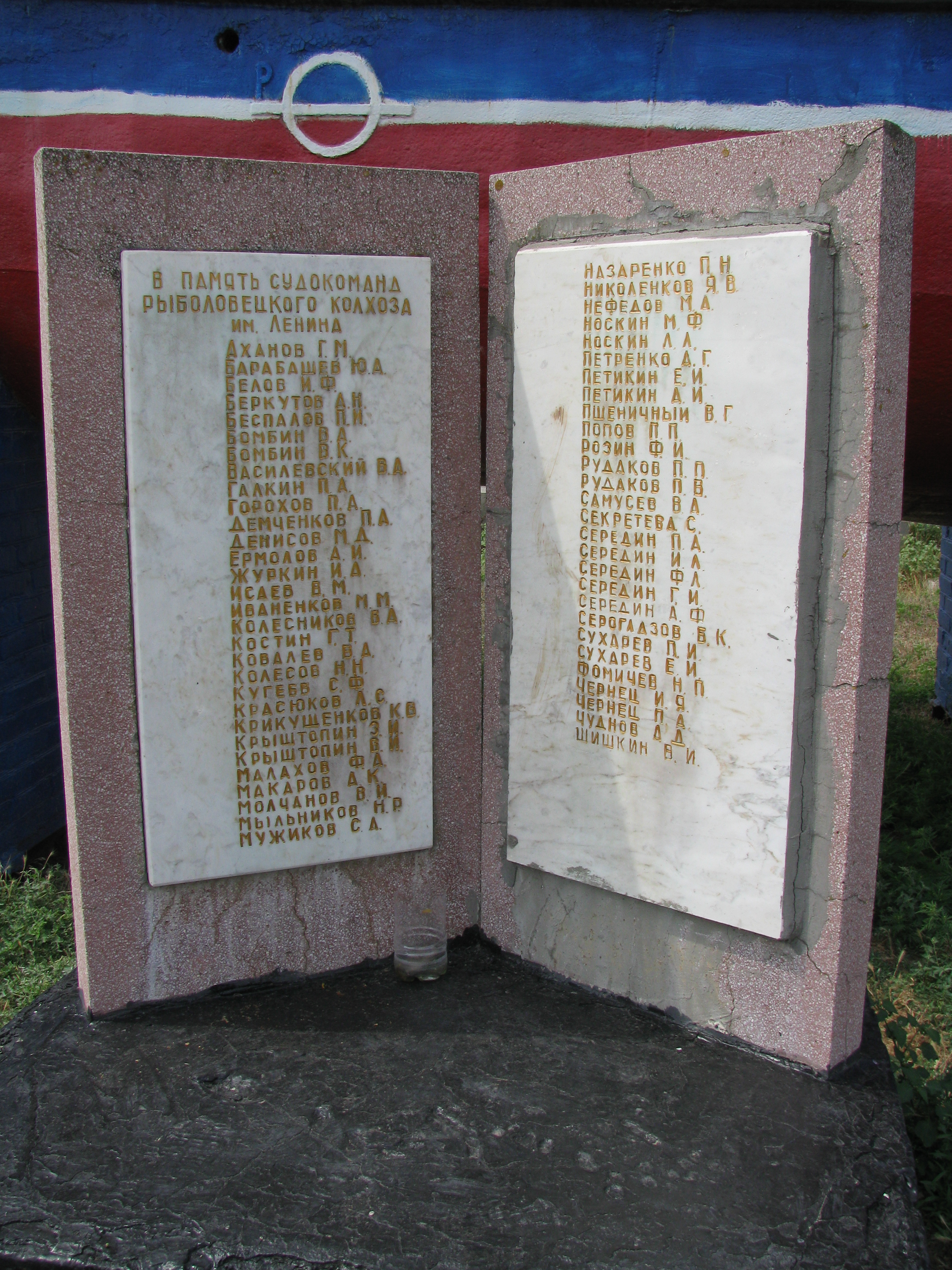